# Henri Calluaud
Pierre Guillaume Louis Henri Calluaud est un homme politique français né le 8 août 1815 à Marseille (Bouches-du-Rhône) et mort le 25 février 1871 à Bordeaux (Gironde).

## Biographie
Henri Calluaud est le fils d'Henri Calluaud, receveur général des fiances du Pas-de-Calais, et d'Adèle Remÿ de Campeau.
Licencié en droit, ancien étudiant de Heidelberg, auditeur au Conseil d’État, puis sous-préfet de Nogent[précision nécessaire], Henri Calluaud a été nommé en 1845 à la sous-préfecture d'Abbeville sous Louis-Philippe. Il démissionnera à la suite de la chute de la monarchie de Juillet en 1848.
En 1851, il était membre du Conseil général de la Somme et fut l'un des opposants du coup d'État de Louis-Napoléon Bonaparte dans cette assemblée.
Opposant au Second empire, il se présenta aux élections législatives de 1863 dans la 2e circonscription de la Somme (celle d'Abbeville). Mais il fut battu par le candidat officiel (bonapartiste) et député sortant Joseph Sénéca.
Il est élu conseiller municipal d'Abbeville lors des élections municipales de 1865 en opposition à la liste officielle soutenue par "l'administration". Il était à ce moment-là soutenue par les républicains, même si lui n'en est pas un. Il est réélu lors des élections d'août 1870.
Il prend une importance dans la vie municipale pendant la guerre de 1870. En effet, avec la chute de l'empire et la proclamation de la IIIe République en septembre 1870, le nouveau préfet républicain de la Somme le nomme "Délégué provisoire à l'administration de la commune" (Henri Calluaud ayant refusé de porter le titre de Maire).
À la suite d'une mauvaise entente avec la préfecture sur la défense de la ville, le conseil municipal est dissous le 15 décembre 1870 et Henri Calluaud est remplacé par le secrétaire de mairie (Amiens étant occupé par les prussiens depuis le 28 novembre, la préfecture a été transférée à Abbeville).
Il se présente aux élections législatives du 8 février 1871 et est élu en dernière position. Il a juste le temps de se rendre à Bordeaux et de participer aux premières séances de l'Assemblée nationale, mais meurt trois semaines après son élection.

## Sources
- « Henri Calluaud », dans Adolphe Robert et Gaston Cougny, Dictionnaire des parlementaires français, Edgar Bourloton, 1889-1891 [détail de l’édition]
- Les Derniers Jours d'une forteresse. Abbeville - 1870-1871, Émile Gavelle